# Iminoborane
L’iminoborane est un composé chimique de formule HN=BH. Il peut se former par photolyse du borazane BH3NH3,,. Cette molécule est la plus simple d'une famille de composés organoborés de formule générique RB=NR’ également appelés iminoboranes. Ils sont électroniquement semblables aux alcynes RB≡NR’ mais sont généralement plus réactifs en raison de leur nature polaire,.
La liaison entre les atomes de bore et d'azote peut être décrite par deux formes en résonance :
{\displaystyle {\ce {R-{\overset {\ominus }{B}}{\equiv }{\overset {\oplus }{N}}-R<->R-B={\ddot {N}}-R}}}
La stabilité de ces composés est fortement affectée par la présence de substituants encombrants. L'un des iminoboranes isolables a pour structure (CH3)3C−B−≡N+−C(CH3)3, avec des substituants tert-butyle.
| Molécule                                  | Borazane       | Aminoborane (en) | Iminoborane       |
| Formule chimique                          | H6BN           | H4BN             | H2BN              |
| Hydrocarbure analogue et famille associée | Éthane Alcanes | Éthylène Alcènes | Acétylène Alcynes |
| Structure                                 |                |                  |                   |
| Modèles moléculaires 3D                   |                |                  |                   |
| Hybridation du bore et de l'azote         | sp3            | sp2              | sp                |
| Longueur des liaisons B–N                 | 165,8 pm       | 139,1 pm         | 123,8 pm          |
| Longueur de liaison B–H                   | 121,6 pm       | 119,5 pm         |                   |
| Longueur de liaison N–H                   | 101,4 pm       | 100,4 pm         |                   |
| Technique de spectroscopie                | Rotationnelle  | Rotationnelle    | Infrarouge        |

## Synthèse
L'une des voies de synthèse éprouvées repose sur l'élimination de fluorosilanes ou de chlorosilanes. Des substituants volumineux tels que le tris(triméthylsilyl)silane HSi(Si(CH3)3)3, souvent noté (Me3Si)3Si–, permettent de stabiliser l'iminoborane par rapport à l'oligomérisation :
(Me3Si)3SiB(F)–N(SiMe3)2 ⟶ (Me3Si)3Si–B=N–SiMe3 + F–SiMe3.
La décomposition thermique des azoturoboranes RRB–N=N+=N− conduit à la migration d'un groupe alkyle de l'atome de bore vers l'atome d'azote pour donner l'iminoborane correspondant :
RR’B–N=N+=N− ⟶ RB=NR’ + N2.

## Réactions

### Oligomérisation
Les iminoboranes tendent à oligomériser, en formant souvent des dérivés cycliques. Les substituants volumineux ont pour vocation à bloquer ces réactions. Il se forme cinq types de produits : des cyclodimères (1,3-diaza-2,4-diboretidines, Di), des cyclotrimères (borazines, Tr), des bicyclotrimères (borazines de Dewar, Tr’), des cyclotétramères (octahydro-1,3,5,7-tétraza-2,4,6,8-tétraborocines, Te), et des polymères (polyiminoboranes, Po), représentés ci-dessous. La proportion respective de ces différents types de produits dépend de la structure des réactifs et des conditions de la réaction. Certains produits peuvent s'interconvertir. 

### Réactions d'addition
La réaction d'addition des iminoboranes avec des réactifs protiques est rapide et quantitative. Il est ainsi possible d'ajouter à la liaison des composés portant une liaison B–X où X représente –Cl (chloroboration), –N3 (azoturoboration), –SR (thioboration), –NR2 (aminoboration) et –R (alkylboration), comme illustré ci-dessous :  
Certains iminoboranes riches en électrons forment des adduits avec les acides de Lewis.

### Cycloadditions
La [2+3]-cycloaddition typique est l'addition de RN3 sur B≡N donnant un cycle BN4. L'une des [2+2]-cycloadditions très étudiées est la réaction des aldéhydes et des cétones.

### Coordination avec les métaux de transtion
Les iminoboranes, comme les alcynes, forment des complexes avec les métaux de transition.